# Journal of the American Chemical Society
Journal of the American Chemical Society (usualmente abreviado como J. Am. Chem. Soc., ou JACS), é uma revista científica com revisão por pares (peer-review), publicada desde 1879 pela American Chemical Society.
O seu factor de impacto, em 2014, tinha um valor de 12,113.